# Теодор Хенш
Теодор Волфганг Хенш (на немски: Theodor W. Hänsch) е германски физик, носител на Нобелова награда за физика за 2005 г., заедно с Джон Хол, за „приноси в развитието на прецизната лазерна спектроскопия, включително за създаването на оптическия квантов синтезатор“.

## Биография
Роден е на 30 октомври 1941 г. в Хайделберг, Баден-Вюртемберг. След като защитава докторска дисертация в Хайделбергския университет, започва професура в Станфорд (1975 – 1986). След това се връща в Германия и започва работа в Max-Planck-Institut für Quantenoptik (Макс-Планк институт за квантова оптика), където по-късно става и директор.
Той е професор и по лазерна спектроскопия в Лудвиг Максимилиан университет в Мюнхен. Сред неговите студенти се отличава Карл Уиман, който получава Нобелова награда за физика за 2001 г.